# 骨再生誘導法
骨再生誘導法（こつさいせいゆうどうほう、guided bone regeneration method、GBR法）はGTR膜を無歯部の骨欠損部に応用し、特に骨の再生を目的とした方法である。
骨再生誘導法（GBR法）は歯周組織再生療法に分類され、骨欠損部に骨移植を行い、GTR膜またはEMDを併用して行われる。日本では、骨移植材として自家骨と人工骨が主として用いられ、同種他家骨や異種骨はあまり用いられない。本法により審美性や機能性の向上はもちろんのこと、重度な骨吸収により従来では不可能だったインプラント治療が可能となる。

## 術式
- 骨採取

骨の採取部位は、下顎枝、オトガイ部、脛骨、腸骨などがある。外来で行う場合には、一般に下顎枝またはオトガイ部から骨採取を行う。脛骨などは手術設備が整っている施設で行われる。必要な量や骨質を考慮し、採取部位を選択する。
- 骨移植

採取された骨をブロック状で使用する場合は、受容側にスクリューで固定する。また母床となる骨とブロック状の骨との間に粉砕骨を満たして軟組織の侵入を防ぐ。クラッシュして使用する場合は、非吸収性または吸収性メンブレンにて被覆する。スペースメイキングが必要な場合はスクリューピンを用いる。